# Menkalinan
Menkalinan (β Aur / β Aurigae / Beta Aurigae) è un sistema stellare triplo situato nella costellazione dell'Auriga, distante 81 anni luce dal sistema solare. Menkalinan è inoltre un membro dell'Associazione dell'Orsa Maggiore.

## Nome
Il nome Menkalinan, a volte scritto Menkarlina, deriva dalla contrazione del termine arabo منكب ذي العنان mankib ðī-l-‘inān "spalla del cocchiere". Era conosciuta come 五車三 (la terza stella delle cinque carrozze) dagli astronomi della Cina feudale.

## Osservazione
Si tratta di una stella situata nell'emisfero boreale. La sua posizione è fortemente boreale e ciò comporta che la stella sia osservabile prevalentemente dall'emisfero nord, dove si presenta circumpolare anche da gran parte delle regioni temperate; dall'emisfero sud la sua visibilità è invece limitata alle regioni temperate superiori e alla fascia tropicale. La sua magnitudine pari a +1,9 fa sì che possa essere scorta anche con un cielo affetto da inquinamento luminoso.
Il periodo migliore per la sua osservazione nel cielo serale ricade nei mesi compresi fra fine ottobre e aprile; nell'emisfero nord è visibile anche per un periodo maggiore, grazie alla declinazione boreale della stella, mentre nell'emisfero sud può essere osservata limitatamente durante i mesi dell'estate australe.

## Componenti del sistema
Menkalinan è un sistema stellare triplo, nonostante ad occhio nudo appaia come una stella singola. Le due componenti più brillanti, Beta Aurigae A e B, sono subgiganti bianche, classificate come stelle di classe A. Beta Aurigae B ha quasi la stessa massa e raggio della stella A. La terza stella, Beta Aurigae C, è una nana rossa di magnitudine 14 invisibile ad occhio nudo; questa dista circa 330 UA dalla coppia principale AB.

## Variabilità
Le due stelle principali di Beta Aurigae costituiscono un sistema binario spettroscopico ad eclisse, la cui magnitudine apparente combinata varia con un periodo di 3.96004 giorni tra +1,89 e 1,98. Quindi, dalla prospettiva della Terra, ogni 47.5 ore una delle due stelle eclissa parzialmente la sua compagna.